# Elisabetta Genovese
Elisabetta Genovese est une actrice italienne apparue dans plusieurs films de Pier Paolo Pasolini.

## Biographie
La carrière d'Elisabetta Genovese est entièrement liée au metteur en scène et poète Pier Paolo Pasolini. En plus des trois films qui composent la Trilogie de la vie (Le Décaméron, Les Contes de Canterbury et Les Mille et Une Nuits), elle a tourné dans le film Histoires scélérates réalisé par Sergio Citti et écrit par Pasolini.

## Filmographie
- 1971 : Le Décaméron de Pier Paolo Pasolini
- 1972 : Les Contes de Canterbury de Pier Paolo Pasolini
- 1973 : Histoires scélérates de Sergio Citti
- 1974 : Les Mille et Une Nuits de Pier Paolo Pasolini